# Magna Armènia
Magna Armènia (Armènia Magna) fou una efímera província romana d'Orient que va existir del 528 al 536 en el lloc de la província d'Armènia Interior. La reorganització del 536 va donar origen a quatre províncies armènies amb la Armenia Prima (Armènia Primera o Armènia I) ocupant bàsicament el lloc d'aquesta.